# Joeri Samarin
Joeri Jevgejevitsj Samarin (Russisch: Юрий Евгеньевич Самарин) (Psirtscha, 30 augustus 1949 - Koengoer, 3 september 2011) was van 1990 tot 1993 de laatste voorzitter van de stadsraad van volksafgevaardigden van de stad Sverdlovsk (sinds 1991 Jekaterinenburg).

## Levensloop
Joeri Samarin werd geboren in het gezin van een soldaat, dat woonde in Psirtscha, een dorpje bij Nieuw Athos (district Goedaoeta) in de Abchazische ASSR van de Georgische sovjetrepubliek. Hij studeerde twee jaar aan een muziekschool in Sverdlovsk en werkte twee jaar als metaalbewerker, waarna hij naar de technische marineacademie van Leningrad ging. Hij studeerde hier in 1972 af en diende vervolgens tot 1978 in de Russische marine. Van 1978 tot 1990 was hij militair afgevaardigde in de Kalininmachinefabriek van Sverdlovsk.
Tijdens de verkiezingen voor de volkscommissarissen van de Sovjet-Unie in 1989 werkte hij onder leiding van Vladimir Volkov, de secretaris van een communistische partijcommissie in de Kalininmachinefabriek, waardoor hij werd verkozen tot volksafgevaardigde van de Sovjet-Unie. Hij deed mee aan de stadsraadverkiezingen van 1990 en werd gekozen tot een van de volksafgevaardigden van de stadsraad van Sverdlovsk met steun van de beweging Democratische Keuze (Russisch: движения «Демократический выбор», Dvizjeniya Demokratitsjeski Vibor, DDV). 
Na zijn verkiezing werd hij door de DDV naar voren geschoven als kandidaat voor de positie van voorzitter van de stadsraad als compromisfiguur tussen de radicale en gematigde democraten en werd vervolgens gekozen tot voorzitter. De functie kwam overeen met de rol van een burgemeester. In 1993 hief president Boris Jeltsin de regionale stadsraden op, waarna Samarin werd opgevolgd door de democratisch gekozen burgemeester Arkadi Tsjernetski, die dit ambt tot 2010 bekleedde. Samarin nam in de jaren 1990 verschillende keren zonder success deel aan regionale verkiezingen.
Joeri Samarin stierf in september 2011 bij een ongeval bij Koengoer in de kraj Perm. Hij werd begraven op de Sjirokoretsjensky-begraafplaats in Jekaterinenburg.